# Gitara rytmiczna

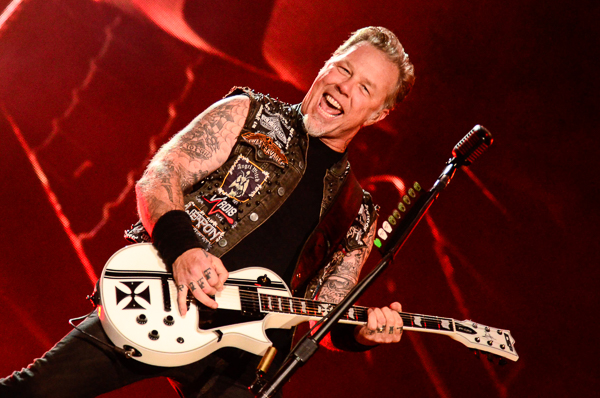
James Hetfield – gitarzysta rytmiczny zespołu Metallica

Gitara rytmiczna (ang. rhythm guitar) – rola gitary grającej akompaniament w rozmaitych muzycznych stylach, najczęściej jej zadaniem jest zapewnianie harmonii, rytmu i jego akcentowanie.
W muzyce rockowej i rock and rollu gitara rytmiczna zazwyczaj gra sekwencje akordów, które powtarzają się w utworze we właściwej dla niego kolejności – są to tzw. riffy; czasem upraszcza się akordy, grając tylko dwa lub trzy dźwięki jednocześnie (ang. power chords). W soft rocku gitarą rytmiczną jest najczęściej gitara akustyczna, natomiast w grunge’u i w metalu rolę tę spełnia gitara elektryczna.
Wraz z gitarą basową i perkusją tworzy w utworze tło dla gitary prowadzącej oraz wokalu.